# Kenji Dai
Kenji Dai (japanisch 代 健司 Dai Kenji; * 27. März 1989 in Hiroshima) ist ein japanischer Fußballspieler.

## Karriere
Dai erlernte das Fußballspielen in der Schulmannschaft der Hiroshima Kannon High School und der Universitätsmannschaft der Fukuoka-Universität. Seinen ersten Vertrag unterschrieb er 2011 bei Mito HollyHock. Der Verein aus Mito spielte in der zweiten japanischen Liga, der J2 League. Für den Verein absolvierte er 13 Ligaspiele. 2013 wechselte er nach Matsuyama zum Ligakonkurrenten Ehime FC. Für Ehime stand er 60-mal auf dem Spielfeld. Im Juli 2015 wechselte er bis Saisonende auf Leihbasis zum Drittligisten Renofa Yamaguchi FC nach Yamaguchi. Für den Verein absolvierte er 17 Ligaspiele. 2016 unterzeichnete er einen Vertrag beim Ligakonkurrenten Kataller Toyama. Für den Verein aus Toyama absolvierte er 96 Ligaspiele. 2020 wechselte er zum Viertligisten Tegevajaro Miyazaki nach Miyazaki. Am Ende der Saison 2020 wurde er mit dem Klub Vizemeister und stieg somit in die dritte Liga auf.